# AOpen
AOpen é uma empresa de Taiwan fabricante de hardware fundada em 1996.
Seu portfólio inclui placas-mãe, placas de vídeo, drives ópticos (CD-ROM, CD-RW, DVD-RW), gabinetes, dentre outros.
O Governo Brasileiro utiliza em alguns estados os gabinetes produzidos, e que, também seguem o padrão AOpen.